# Улица Латышских Стрелков (Казань)
У́лица Латы́шских Стрелко́в — улица в микрорайоне Танкодром Советского района города Казани. Начинается от пересечения с улицей Карбышева и заканчивается переходом в улицу Комарова и Танковое кольцо. Окончание улицы идёт вдоль холма, резким уступом спускающегося к низменности.
Улица получила своё название в честь красных Латышских Стрелков, воинов Первой Мировой войны и Гражданской войны в России.
В преддверии развития расположенного неподалёку крупнейшего «спального района» Горки Приволжского района улица застраивалась в 60-х — 70-х годах XX века сначала 5-этажными «хрущевками», а затем 9-ти и 14-ти этажными жилыми зданиями.
На улице расположены Гимназия № 8, Центр детского творчества «Танкодром», детский сад № 328 «Сказка».
Транспортная доступность — автобусы 4, 5, 31, 47, 68, 74, 77 и троллейбусы 5, 8, 9, 12. Остановки: «Латышских стрелков», «Танковая», «Комарова», «Даурская», «Высотная». Также недалеко станция метро «Аметьево».